# UPP1
UPP1 (англ. Uridine phosphorylase 1) – білок, який кодується однойменним геном, розташованим у людей на короткому плечі 7-ї хромосоми. Довжина поліпептидного ланцюга білка становить 310 амінокислот, а молекулярна маса — 33 934.
| 10         |  | 20         |  | 30         |  | 40         |  | 50         |
| ---------- |  | ---------- |  | ---------- |  | ---------- |  | ---------- |
| MAATGANAEK |  | AESHNDCPVR |  | LLNPNIAKMK |  | EDILYHFNLT |  | TSRHNFPALF |
| GDVKFVCVGG |  | SPSRMKAFIR |  | CVGAELGLDC |  | PGRDYPNICA |  | GTDRYAMYKV |
| GPVLSVSHGM |  | GIPSISIMLH |  | ELIKLLYYAR |  | CSNVTIIRIG |  | TSGGIGLEPG |
| TVVITEQAVD |  | TCFKAEFEQI |  | VLGKRVIRKT |  | DLNKKLVQEL |  | LLCSAELSEF |
| TTVVGNTMCT |  | LDFYEGQGRL |  | DGALCSYTEK |  | DKQAYLEAAY |  | AAGVRNIEME |
| SSVFAAMCSA |  | CGLQAAVVCV |  | TLLNRLEGDQ |  | ISSPRNVLSE |  | YQQRPQRLVS |
| YFIKKKLSKA |  |            |  |            |  |            |  |            |

A: Аланін

C: Цистеїн

D: Аспарагінова кислота

E: Глутамінова кислота

F: Фенілаланін

G: Гліцин

H: Гістидин

I: Ізолейцин

K: Лізин

L: Лейцин

M: Метіонін

N: Аспарагін

P: Пролін

Q: Глутамін

R: Аргінін

S: Серин

T: Треонін

V: Валін

Кодований геном білок за функціями належить до трансфераз, глікозилтрансфераз. 
Задіяний у такому біологічному процесі, як альтернативний сплайсинг. 